# Алайыэ (волость)
А́лайыэ (эст. Alajõe vald) — бывшая волость уезда Ида-Вирумаа в Эстонии, находится на юге уезда. Граничит с побережьем Чудского озера, простирается от деревни Уускюла до истока реки Нарвы. В волости проживает 416 человек.
Центр волости — деревня Алайыэ (до 1923 года Олешница), 44 км от Йыхви. Деревни Карьямаа, Катазе, Ремнику, Смольница, Уускюла и Васкнарва (до 1923 года Сыренец).
Основные занятия жителей связаны с туризмом и рыболовством. Главные предприятия: OÜ Peipus, OÜ Peipsi Grupp (рыболовство), а также OÜ Villa Marika и AS N&V (туризм).
На северном побережье озера находится большое количество дач. В Васкнарве — лодочный причал. В волости находится библиотека и народный дом, 3 магазина, 2 православные церкви (Алайыэ и Васкнарва).
Из достопримечательностей можно отметить развалины Васкнарвской крепости и Катазеский можжевельник. Традиционно проводятся рыбные праздники. Гостям круглогодично предоставляют места для ночлега гостевой дом Катарийна, хостел Вилла Марика, отель Суви и дом отдыха в Уускюла.